# His Master's Voice
His Master’s Voice (česky „Hlas jeho pána“) je text, který je součástí obchodní značky gramofonových desek původně vynalezených, vyráběných a obchodovaných Emilem Berlinerem.

## Historie
Když Emil Berliner a Elridge Johnson založili v roce 1901 v USA Victor Talking Machine Company, stal se obchodní značkou firmy Little Nipper – pejsek, na kterého z gramofonu promlouvá jeho pán. (Nipper je v překladu kluk, v Anglii slangově uličník – Little Nipper malý kluk nebo malý uličník.) Značku s vyobrazením naslouchajícího psíka sedícího před zvukovou troubou gramofonu a s nápisem “His Master’s Voice” (s uvozovkami) si Berliner nechal patentovat. Svůj podíl ve firmě Berliner později odprodal a v USA jeho jméno z hudebního průmyslu postupně zmizelo; na etiketách gramodesek bylo nahrazeno jmény Victor a Victrola.
His Master's Voice (česky Hlas jeho pána), původně The Gramophone Company, je britské hudební vydavatelství vzniklé roku 1908. Společnost Gramophone Company založili v Londýně v dubnu 1898 William Barry Owen a Edmund Trevor Lloyd Wynne Williams z pověření Emila Berlinera. První obchod se značkou HMV otevřela Gramophone Company na londýnské Oxford Street v roce 1921.

## Československo
V roce 1908 ředitel německé továrny Deutsche Grammophon Artiengesellschaft (Hanover) Josef Berliner, bratr vynálezce gramofonu Emila Berlinera založil v Ústí nad Labem ve čtvrti Kramoly továrnu na gramofonové desky. Gramofonové desky s legendární značkou His Master’s Voice se do roku 1938 vyráběly v Československu pouze v Ústí nad Labem. Prodávaly se do celé střední a jihovýchodní Evropy, ale ne vždy s etiketou s psíkem: „… do států, kde neměli rádi psy, jako bylo Maďarsko, Srbsko či Rumunsko, se z obchodních důvodů používal starší motiv s píšícím andělem“. Ještě před postoupením pohraničních území Československa Německu přestěhovala britská mateřská společnost výrobu do Prahy. 
Po vyhlášení protektorátu musel být z etikety gramodesek odstraněn anglický text His Master’s Voice a nahrazen českým Hlas jeho pána. Výroba gramodesek v Praze se na krátkou dobu obnovila ještě v roce 1945.
Bratislavský obchod His Master’s Voice, který provozovala židovská rodina Freistadt, podléhal po vzniku Slovenského štátu arizaci, ale vyhnul se jí fingovaným převodem na rodinnou přítelkyni, která nebyla Židovka. Po válce byl znárodněn.